# Leal
Leal és una població dels Estats Units a l'estat de Dakota del Nord. Segons el cens del 2000 tenia 36 habitants.

## Demografia
Segons el cens del 2000, Leal tenia 36 habitants, 12 habitatges, i 11 famílies. La densitat de població era de 106,9 hab./km².
Dels 12 habitatges en un 58,3% hi vivien nens de menys de 18 anys, en un 66,7% hi vivien parelles casades, en un 25% dones solteres, i en un 8,3% no eren unitats familiars. En el 8,3% dels habitatges hi vivien persones soles el 8,3% de les quals corresponia a persones de 65 anys o més que vivien soles. El nombre mitjà de persones vivint en cada habitatge era de 3 i el nombre mitjà de persones que vivien en cada família era de 3,18.
Per edats la població es repartia de la següent manera: un 38,9% tenia menys de 18 anys, un 5,6% entre 18 i 24, un 27,8% entre 25 i 44, un 19,4% de 45 a 60 i un 8,3% 65 anys o més.
L'edat mediana era de 34 anys. Per cada 100 dones de 18 o més anys hi havia 83,3 homes.
La renda mediana per habitatge era de 28.750 $ i la renda mediana per família de 31.875 $. Els homes tenien una renda mediana de 27.188 $ mentre que les dones 0 $. La renda per capita de la població era de 10.662 $. Entorn del 13,3% de les famílies i el 9,1% de la població estaven per davall del llindar de pobresa.

## Poblacions més properes
El següent diagrama mostra les poblacions més properes.